# Ombre (film 1980)
Ombre è un film italiano del 1980 diretto da Giorgio Cavedon, giornalista dalla breve carriera cinematografica, è un dramma di tipo psicologico con risvolti thriller.
È girato prevalentemente in una casa di ringhiera del quartiere di Porta Ticinese.

## Trama
Milano, anni Ottanta. Renato, un pittore con propositi suicidi, conosce Monica, studentessa universitaria che proviene dalla periferia lombarda. Monica, giunta a Milano da alcune settimane, si era subito sistemata in una casa di ringhiera e qui aveva conosciuto sia la portinaia, una anziana signora milanese che si occupa di affittare gli alloggi sia la di lei nipote, anche lei di nome Monica, una ragazzina di dodici anni. Nell'appartamento di Monica aveva vissuto, fino a pochi mesi prima, un vecchio pittore, recentemente scomparso, a cui la nipote della signora milanese, si era molto affezionata. Renato, dopo avere conosciuto Monica, finisce col trascurare la sua relazione con la ricca Susanna, appartenente alla buona borghesia milanese. La storia tra Monica e Renato, però, non avrà seguito. La giovane e misteriosa Monica presto muore a seguito di un improvviso attacco di leucemia fulminante. Renato, intenzionato a saperne di più sul conto di Monica, raggiunge la sua abitazione d'origine. La casa risulta isolata dalle altre abitazioni e, peraltro, è situata in una zona sempre molto nebbiosa. In essa abita un uomo, che tutti ritengono erroneamente il padre di Monica, che racconta invece a Renato come Monica fosse giunta, da Alleghe, nella sua casa alcuni anni prima, ciò del tutto casualmente ed in compagnia di sua madre Clara e di suo nonno, un pittore mezzo pazzo che si dilettava a dipingere continuamente autoritratti. Clara e il nonno di Monica erano poi scomparsi, lasciando Monica con lui.
L'uomo si era affezionato a Monica che, però, insofferente per l'isolamento della zona in cui abitava, era andata a vivere Milano, per perfezionare i suoi studi all'Accademia delle Belle Arti. Sarà la nipote della portinaia a scoprire che, l'uomo che aveva abitato l'appartamento prima di Monica, altri non era che il nonno della ragazza. La casa in cui abitava Monica, peraltro, sembrava covare ancora la presenza del vecchio pittore tanto che, Monica, che era un'ottima pittrice, durante la sua residenza nell’appartamento, aveva progressivamente dipinto un quadro da cui si scovavano le sembianze di suo nonno, evidenziando un ottimo stile neo-impressionista. Renato, che non aveva mai lasciato Monica durante la sua agonia, si trasferisce quindi nella abitazione della ragazza, comprendendo come la presenza sia di Monica sia del nonno, siano tuttora presenti nell'appartamento. Impossessatosi del quadro dipinto da Monica, Renato se lo vede sottrarre da Susanna che, nel tentativo di rilanciare Renato come pittore, lo vende sul mercato. La giovane nipote della portinaia, a questo punto, forse per vendetta verso Renato, sempre più aggressivo, forse per esaudire il desiderio di questi di ricongiungersi a Monica, avvelena l'uomo mischiando un'alta dose di topicida al cibo che la stessa portinaia cucinava per conto dell'uomo. All'arrivo del padre di Susanna nella casa di ringhiera, che annuncia alla portinaia il fatto che Susanna è finalmente in dolce attesa e che, quindi, Renato diverrà presto padre, l'uomo verrà rinvenuto nell'appartamento di Monica senza vita. La nipote della portinaia, per non destare sospetti, spinge un topo morto, che si trova vicino ai piatti, giù dal balcone dell'appartamento. Nell'appartamento si ritroverà un fallito tentativo di Renato di dipingere un proprio autoritratto, opera meschina, senza talento ed incompiuta.

## Produzione
La lavorazione del film iniziò nell'estate del 1979 con il titolo Autoritratto. Molte fonti indicano in Mario Caiano il secondo regista del film, ma secondo una testimonianza di Lou Castel, sul set c'era soltanto Cavedon come regista. I quadri di scena sono di Carlo Jacono.

## Accoglienza
Secondo il Dizionario dei film italiani Stracult di Marco Giusti, il film riuscì a raccogliere soltanto 565 spettatori, restando nelle sale per una settimana, incassando appena 1.695.000 lire dell'epoca.